# П'яткова кістка
П'яткова́ кістка (лат. calcaneus) — кістка передплесна, яка є найбільшою кісткою серед заплеснових кісток. У середній частині її верхньої поверхні знаходиться борозна п'яткової кістки (sulcus calcanei), яка разом з відповідною борозною надп'яткової кістки утворює пазуху заплесна (sinus tarsi). Спереду від неї вздовж присереднього краю кістки розміщені середня та передня надп'яткові суглобові поверхні; за борозною — задня надп'яткова суглобова поверхня. За допомогою всіх цих поверхонь п'яткова кістка з'єднується з надп'ятковою. У задньо-нижньому відділі кістки є п'ятковий горб (tuber calcanei). На ньому розміщені присередній та бічний відростки (processus medialis tuberis calcanei, processus lateralis tuberis calcanei), до яких прикріплюється дуже міцний п'ятковий сухожилок.
На передній поверхні п'яткової кістки є кубоподібна суглобова поверхня, якою п'яткова кістка з'єднується з кубоподібною кісткою. Від передньо-верхнього краю п'яткової кістки з присереднього боку відходить короткий і товстий відросток — підпора надп'яткової кістки (sustentaculum tali), під якою продовжується з надп'яткової кістки борозна сухожилка довгого м'яза-згинача великого пальця. На бічній поверхні п'яткової кістки є малогомілковий блок (trochlea fibularis, trochlea peronealis), під яким розташована борозна сухожилка довгого малогомілкового м'яза.